# Spinomantis fimbriatus
Espèce
Synonymes
- Mantidactylus fimbriatus Glaw & Vences, 1994

Statut de conservation UICN

 LC  : Préoccupation mineure
Spinomantis fimbriatus est une espèce d'amphibiens de la famille des Mantellidae.

## Répartition

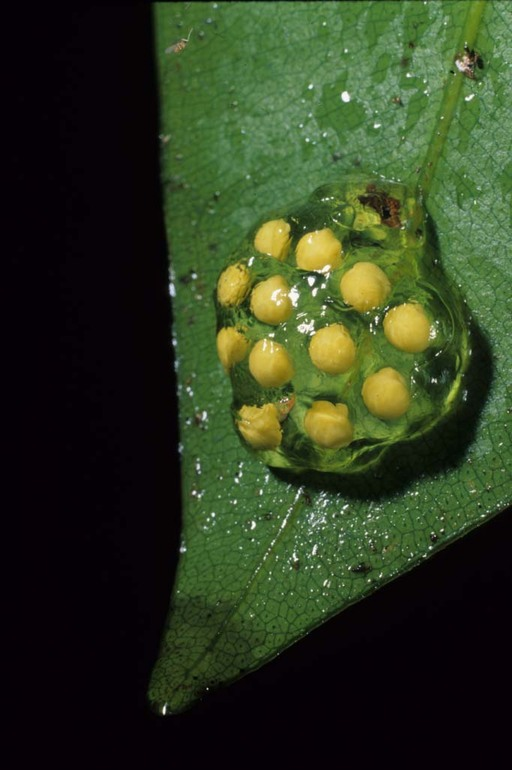
Ponte de Spinomantis fimbriatus.

Cette espèce est endémique de Madagascar. Elle se rencontre entre 500 et 1 000 m d'altitude dans le nord-est de l'île dont, notamment, la presqu'île de Masoala et les monts Marojejy et Anjanaharibe,.

## Publication originale
- Glaw & Vences, 1994 : A Fieldguide to the Amphibians and Reptiles of Madagascar - Including Mammals and Freshwater Fish. ed. 2, p. 1-331  (ISBN 3-929449-01-3)